# Dejan Vokić
Dejan Vokić (Lubiana, 12 giugno 1996) è un calciatore sloveno, centrocampista del Radomlje.

## Carriera

### Club

#### Inizi e Maribor
Nato nel 1996, inizia a giocare a calcio nelle giovanili del Triglav, dove rimano fino a 15 anni, nel 2011. In quell'anno passa al Bravo, rimanendovi 4 anni, fino al 2015.
Nel 2015 passa al Maribor, dove gioca con la squadra B collezionando 29 presenze e 4 reti in 2 stagioni e trova 4 presenze in prima squadra, esordendo l'11 aprile in campionato, subentrando al 46' della vittoria per 4-1 sul campo del Koper. In gialloviola vince il campionato 2014-2015 e la Coppa di Slovenia 2015-2016.

#### Prestiti a Krsko e Verzej
Nell'estate 2016 passa in prestito al Krško, sempre in massima serie, debuttando alla 1ª di 1. SNL il 16 luglio, entrando al 70' del pareggio per 1-1 in trasferta contro il Rudar Velenje. Rimane mezza stagione giocando 10 partite.
A febbraio 2017 cambia squadra, scendendo in seconda serie con il Veržej. Esordisce il 18 marzo 2017 giocando tutti i 90 minuti della vittoria casalinga per 1-0 con l'Ankaran Hrvatini in campionato. Il 27 maggio, sempre in casa contro la stessa squadra in 2. SNL segna il suo primo gol in carriera, realizzando il 2-0 al 54' nella vittoria per 4-0. Termina con 8 presenze e 1 gol, arrivando 9º in classifica.

#### Triglav e Zaglebie Sosnowiec
Tornato al Maribor, non ottiene presenze e a febbraio 2018 si trasferisce a titolo definitivo al Triglav, in 1. SNL, debuttando il 24 febbraio, quando gioca 69 minuti della sconfitta in trasferta per 2-0 contro l'Ankaran Hrvatini in 1. SNL. Chiude con 14 gare giocate, terminando al 9º posto, ma vincendo i play-out.
Nell'estate 2018 si trasferisce in Polonia, al Zagłębie Sosnowiec, in Ekstraklasa, esordendo il 23 luglio, giocando 63 minuti della sconfitta in casa per 2-1 con il Piast Gliwice in campionato. Rescinde il contratto con i polacchi a gennaio dopo aver ottenut 16 presenze.

#### Benevento e prestiti al Pescara e al Pordenone
A metà febbraio 2019 firma con il Benevento, nella Serie B italiana.
Il 5 ottobre 2020 viene ceduto in prestito al Pescara, militante in Serie B. L'8 novembre gioca la sua prima partita da titolare con i Delfini e segna anche il suo primo gol in Italia, nella vittoria per 3-1 con il Cittadella.
Il 18 gennaio 2022 viene ceduto in prestito al Pordenone.

### Nazionale
Nel 2014 viene convocato nell'Under-19 slovena, giocandovi 5 gare, 3 delle quali nelle qualificazioni all'Europeo di categoria 2015 in Grecia.
Nel 2018 gioca invece 7 volte in Under-21, debuttandovi il 27 marzo, in trasferta a Stara Zagora contro la Bulgaria, nelle qualificazioni all'Europeo Under-21 2019 in Italia e San Marino, giocando 75 minuti della sconfitta per 3-0.

## Statistiche

### Presenze e reti nei club
Statistiche aggiornate al 18 novembre 2023.
| Stagione         | Squadra            | Campionato       | Campionato | Campionato | Coppe nazionali | Coppe nazionali | Coppe nazionali | Coppe continentali | Coppe continentali | Coppe continentali | Altre coppe | Altre coppe | Altre coppe | Totale | Totale | Totale |
| Stagione         | Squadra            | Comp             | Pres       | Reti       | Comp            | Pres            | Reti            | Comp               | Pres               | Reti               | Comp        | Pres        | Reti        | Pres   | Reti   |        |
| ---------------- | ------------------ | ---------------- | ---------- | ---------- | --------------- | --------------- | --------------- | ------------------ | ------------------ | ------------------ | ----------- | ----------- | ----------- | ------ | ------ | ------ |
| 2014-2015        | Maribor            | 1. SNL           | 2          | 0          | PNZS            | 1               | 0               | UCL                | 0                  | 0                  | SCS         | 0           | 0           | 3      | 0      |        |
| 2015-2016        | Maribor            | 1. SNL           | 0          | 0          | PNZS            | 1               | 0               | UCL                | 0                  | 0                  | SCS         | 0           | 0           | 1      | 0      |        |
| 2016-gen. 2017   | Krško              | 1. SNL           | 9          | 0          | PNZS            | 1               | 0               | -                  | -                  | -                  | -           | -           | -           | 10     | 0      |        |
| feb.-giu. 2017   | Veržej             | 2. SNL           | 8          | 1          | -               | -               | -               | -                  | -                  | -                  | -           | -           | -           | 8      | 1      |        |
| 2017-feb. 2018   | Maribor            | 1. SNL           | 0          | 0          | PNZS            | 0               | 0               | UCL                | 0                  | 0                  | -           | -           | -           | 0      | 0      |        |
| Totale Maribor   | Totale Maribor     | Totale Maribor   | 2          | 0          | -               | 2               | 0               | -                  | 0                  | 0                  | -           | 0           | 0           | 4      | 0      |        |
| feb.-giu. 2018   | Triglav            | 1. SNL           | 14         | 0          | -               | -               | -               | -                  | -                  | -                  | -           | -           | -           | 14     | 0      |        |
| 2018-gen. 2019   | Zagłębie Sosnowiec | EK               | 15         | 0          | PP              | 1               | 0               | -                  | -                  | -                  | -           | -           | -           | 16     | 0      |        |
| feb.-giu. 2019   | Benevento          | B                | 5          | 0          | CI              | -               | -               | -                  | -                  | -                  | -           | -           | -           | 5      | 0      |        |
| 2019-2020        | Benevento          | B                | 2          | 0          | CI              | 0               | 0               | -                  | -                  | -                  | -           | -           | -           | 2      | 0      |        |
| set.-ott 2020    | Benevento          | A                | 0          | 0          | CI              | -               | -               | -                  | -                  | -                  | -           | -           | -           | 0      | 0      |        |
| ott. 2020-2021   | Pescara            | B                | 12         | 1          | CI              | 0               | 0               | -                  | -                  | -                  | -           | -           | -           | 12     | 1      |        |
| 2021-gen. 2022   | Benevento          | B                | 6          | 0          | CI              | 1               | 0               | -                  | -                  | -                  | -           | -           | -           | 7      | 0      |        |
| gen.-giu. 2022   | Pordenone          | B                | 10         | 0          | CI              | 0               | 0               | -                  | -                  | -                  | -           | -           | -           | 10     | 0      |        |
| 2022-2023        | Benevento          | B                | 2          | 0          | CI              | 1               | 0               |                    | -                  | -                  |             | -           | -           | 3      | 0      |        |
| Totale Benevento | Totale Benevento   | Totale Benevento | 15         | 0          | -               | 2               | 0               | -                  | -                  | -                  | -           | -           | -           | 17     | 0      |        |
| 2023-2024        | Radomlje           | 1. SNL           | 11         | 1          | -               | -               | -               | -                  | -                  | -                  | -           | -           | -           | 11     | 1      |        |
| Totale carriera  | Totale carriera    | Totale carriera  | 96         | 3          | -               | 6               | 0               | -                  | 0                  | 0                  | -           | 0           | 0           | 102    | 3      |        |

### Cronologia presenze e reti in nazionale
| Cronologia completa delle presenze e delle reti in nazionale ― Slovenia under 21 | Cronologia completa delle presenze e delle reti in nazionale ― Slovenia under 21 | Cronologia completa delle presenze e delle reti in nazionale ― Slovenia under 21 | Cronologia completa delle presenze e delle reti in nazionale ― Slovenia under 21 | Cronologia completa delle presenze e delle reti in nazionale ― Slovenia under 21 | Cronologia completa delle presenze e delle reti in nazionale ― Slovenia under 21 | Cronologia completa delle presenze e delle reti in nazionale ― Slovenia under 21 | Cronologia completa delle presenze e delle reti in nazionale ― Slovenia under 21 |
| Data                                                                             | Città                                                                            | In casa                                                                          | Risultato                                                                        | Ospiti                                                                           | Competizione                                                                     | Reti                                                                             | Note                                                                             |
| -------------------------------------------------------------------------------- | -------------------------------------------------------------------------------- | -------------------------------------------------------------------------------- | -------------------------------------------------------------------------------- | -------------------------------------------------------------------------------- | -------------------------------------------------------------------------------- | -------------------------------------------------------------------------------- | -------------------------------------------------------------------------------- |
| 27-3-2018                                                                        | Stara Zagora                                                                     | Bulgaria under 21                                                                | 3 – 0                                                                            | Slovenia under 21                                                                | Qual. Europeo Under-21 2019                                                      | -                                                                                | 75’                                                                              |
| 29-5-2018                                                                        | Boryspil'                                                                        | Slovenia under 21                                                                | 3 – 1                                                                            | Grecia under 21                                                                  | Amichevole                                                                       | -                                                                                |                                                                                  |
| 31-5-2018                                                                        | Boryspil'                                                                        | Slovenia under 21                                                                | 3 – 0                                                                            | Israele under 21                                                                 | Amichevole                                                                       | -                                                                                | 84’                                                                              |
| 7-9-2018                                                                         | Astana                                                                           | Kazakistan under 21                                                              | 0 – 0                                                                            | Slovenia under 21                                                                | Qual. Europeo Under-21 2019                                                      | -                                                                                | 76’                                                                              |
| 11-9-2018                                                                        | Ptuj                                                                             | Slovenia under 21                                                                | 2 – 1                                                                            | Kazakistan under 21                                                              | Qual. Europeo Under-21 2019                                                      | -                                                                                | 71’                                                                              |
| 12-10-2018                                                                       | Celje                                                                            | Slovenia under 21                                                                | 1 – 1                                                                            | Bulgaria under 21                                                                | Qual. Europeo Under-21 2019                                                      | -                                                                                | 83’                                                                              |
| 16-10-2018                                                                       | Digione                                                                          | Francia under 21                                                                 | 1 – 1                                                                            | Slovenia under 21                                                                | Qual. Europeo Under-21 2019                                                      | -                                                                                |                                                                                  |
| Totale                                                                           |                                                                                  | Presenze                                                                         | 7                                                                                |                                                                                  | Reti                                                                             | 0                                                                                |                                                                                  |

## Palmarès

### Competizioni nazionali
- Campionato sloveno: 1

Maribor: 2014-2015
- Coppa di Slovenia: 1

Maribor: 2015-2016
- Campionato italiano di Serie B: 1

Benevento: 2019-2020